# Karl Heinz Reimann
Karl Heinz Reimann Herrera (* 6. März 1990 in Quilpué) ist ein chilenischer ehemaliger Fußballspieler.

## Karriere
Der 1,80 Meter große Offensivakteur Reimann war zu Beginn seiner Karriere in seiner Heimat für Everton und Deportes Copiapó aktiv. Er absolvierte 2013 sechs Spiele für Deportes Linares in der Segunda División und erzielte dabei einen Treffer. Anfang Juli 2013 wechselte er zu Defensor Casablanca. Im Januar 2014 schloss er sich sodann dem neuseeländischen Verein Central United an. Bis 2017 stand er in Reihen des uruguayischen Zweitligisten Canadian Soccer Club. In der Spielzeit 2015/16 bestritt er für den in Montevideo beheimateten Klub 17 Partien in der Segunda División und traf viermal ins gegnerische Tor, im Jahr darauf absolvierte er dreizehn Spiele. Im Anschluss beendete er seine Karriere.
Mit der U-17 Chiles hatte Reimann an der Südamerikameisterschaft 2007 in Ecuador teilgenommen. Chile wurde mit einem Sieg aus vier Spielen Gruppenletzter und schied aus.